# Ювентус Некст Джен
Футбольний клуб «Ювентус Некст Джен» (італ. Juventus Football Club Next Gen, італійська вимова: [ju'vɛntus nekst dʒɛn]) — футбольний клуб, резервна команда «Ювентуса» з міста Турин. Заснований у 2018 році й проводить домашні матчі на «Стадіо Джузеппе Моккаджатта» в Алессандрії, що приблизно в 100 км від Турина.

## Історія
Команда була заснована 3 серпня 2018 року під назвою «Юве́нтус U23» (італ. Juventus Football Club U23), після реформи резервних команд в італійському футболі, коли після понад шістдесят років резервним командам знову дозволили виступати в одній системі професіональних ліг із головними клубами. «Ювентус U23» був офіційно прийнятий в Серію C, третій за рівнем дивізіон Італії. Перший сезон клуб завершив на 12 місці у своїй групі.
Клуб виграв Кубок італійської Серії C у сезоні 2019/20, обігравши у фіналі «Тернану» і здобувши перший трофей у своїй історії.
26 серпня 2022 року клуб змінив назву на «Ювентус Некст Джен».

## Відомі гравці
- Хан Кван Сон
- Маноло Портанова
- Ріккардо Турікк'я